# Aindrias Micheál Ó Caoimh
Aindrias Micheál Ó Caoimh (auch Ayindries Micheál Ó Cuiv, englisch Andreas Michael O’Keeffe; * 4. Oktober 1912 in Galway, Irland; † 30. Dezember 1994 in Ranelagh, Dublin) war ein irischer Richter, Attorney General of Ireland 1954 und von 1957 bis 1965.

## Privates
Aindrias Micheál Ó Caoimh wurde als zweiter Sohn des Journalisten Shan Ó Cuiv und seiner Frau Hanna in Galway geboren. Sein jüngerer Bruder war der Historiker und Literaturwissenschaftler Brian Ó Cuív (1916–1999), der mit Emer, Tochter Éamon de Valeras, verheiratet war, und sein Neffe Éamon Ó Cuív (* 1950), ehemaliger Sozialminister. Verheiratet war Ó Caoimh mit Sheila Griffith, mit der er sieben Kinder hatte. Sein Sohn Aindrias Ó Caoimh (* 1950), ebenfalls Jurist, war wie sein Vater Richter am Europäischen Gerichtshof.
Ó Caoimh studierte Rechtswissenschaften am University College Dublin und wurde 1935 zum Rechtsanwalt am King’s Inns zugelassen. 1951 wurde er zum Senior Counsel ernannt.
Am 30. Januar 1954 wurde er von Taoiseach Éamon de Valera zum Attorney General (Generalstaatsanwalt) ernannt. Seine Amtszeit dauerte lediglich bis zum 2. Juni 1954, als die Regierung wegen der Neuwahlen aus dem Amt schied. Als De Valera 1957 erneut in das Amt des Taoiseach gewählt wurde, ernannte er Ó Caoimh erneut zum Attorney General. Dieses Amt behielt er, als die Regierungsgeschäfte auf den Nachfolger De Valeras Seán Lemass wechselte. Erst zum 15. März 1965 gab er die Position ab. Damit hatte er mit insgesamt ca. 8 Jahren und 4 Monaten bislang die längste Amtszeit als Attorney General of Ireland. 
Am 11. Mai 1966 wurde er zum Richter am High Court ernannt und rückte sofort zum Präsidenten auf. Dieses Amt bekleidete er bis zum 10. Februar 1975, als er zum Richter am Europäischen Gerichtshof ernannt wurde. Dieses Amt hatte er bis zum 13. Juli 1985 inne.